# Hegesí (escriptor)
Hegesí (en llatí Hegesinus, en grec antic Ἡγησίνους), fou un escriptor grec de data incerta autor d'un poema sobre l'Àtica anomenat  Ἀτθίς de caràcter llegendari. Pausànies va preservar alguns versos del poema i diu que l'autor va morir abans del seu temps i que els versos els havia agafat d'una obra de Cal·lip de Corint.